# Wenceslaus Matiegka
Wenzeslaus Thomas Matiegka, in ceco Václav Matějka (Choceň, 6 luglio 1773 – Vienna, 19 gennaio 1830), è stato un compositore ceco.

## Biografia
Nato in una famiglia di musicisti, riceve una prima ma importante formazione alla musica imparando violino e pianoforte dagli stessi genitori. Nel 1788 approfondisce le sue conoscenze mediante lo studio dell'armonia e della composizione. Nel 1791 si iscrive alla facoltà di giurisprudenza dell'Università di Praga; terminati gli studi universitari decide però di dedicarsi completamente alla composizione e allo studio del violoncello. Nel 1802 avviene il suo primo incontro con la chitarra, strumento per il quale inizia a scrivere opere di gran valore, sia per chitarra sola che in formazioni da camera, tanto da guadagnarsi rapidamente una buona fama come compositore. Nel 1817 diventa direttore di coro, prima nella chiesa di St. Leopold a Vienna, e in seguito, a partire dal 1820, nella chiesa di St. Joseph. In questo periodo la sua attività di compositore si rivolge quasi esclusivamente al repertorio sacro, da eseguirsi in occasione delle funzioni liturgiche. Muore a Vienna nel 1830 di tisi polmonare lasciando la moglie Theresia e sei figli. I funerali si svolsero il 23 gennaio a spese della municipalità, data l'umile condizione economica della famiglia.

## Stile
Autore di una cinquantina di composizioni, molte delle quali per chitarra, ha scritto sonate, temi con variazioni, fantasie e alcuni  duetti e trii per flauto, violino e chitarra. Nelle sue opere emerge lo stile classico ereditato da grandi compositori come Haydn e Mozart, ma anche una fresca inventiva, specialmente nelle sonate, forma musicale che Matiegka ha perfettamente assimilato. Impressionato dallo stile beethoveniano arrangiò la Serenata op. 8 del compositore di Bonn, per violino, viola e chitarra.

## Composizioni a stampa con numero d'opera
Opere per chitarra sola
- 12 Leichte Ländler Op. 1
- Caprice Op. 2
- 12 Pieces faciles Op. 3
- Fantasie Op. 4
- 6 Leichte Variationen Op. 5
- 6 Variations Op. 6
- 9 Variationen Op. 7
- 6 Variations Op. 8
- 10 Variations capricieuses Op. 10
- Grande Serenade Facile Op. 11
- Variations, Menuett Op. 12
- 6 Variations Op. 13
- 6 Vatiations Op. 14
- 12 Menuets Brillians Op. 15
- Sonate facile Op. 16
- Sonate progressive Op. 17
- 24 Pièces progressives Op. 20
- Sonate Op. 23
- 15 Variations Op. 27
- 8 Variations Op. 28
- Variations Op. 29
- 6 Sonates progressives Op. 31
- 6 Sonates progressives Op. 32

Opere da camera con chitarra
- Grand Trio per violino, viola e chitarra Op. 9
- Kurze Musikstücke per clarinetto, corno e chitarra Op. 18
- Serenade per violino e chitarra Op. 19
- Notturno per flauto, viola e chitarra Op. 21
- 3 Sérénades per violino e chitarra Op. 22
- Grand Trio per violino, viola e chitarra Op. 24
- Notturno per csakan, viola e chitarra Op. 25
- Serenade per flauto, viola e chitarra Op. 26
- Pot-Pourri per violoncello e chitarra Op. 30

## Composizioni a stampa senza numero d'opera
- Abendempfindung von Mozart per canto e chitarra
- Das Veilchen von Mozart per canto e chitarra
- Serenata [Op. 8] del sig. Beethoven per violino, viola e chitarra
- Adelaide von Matthisson [Beethoven] per canto e chitarra
- Vergiss mein Nicht [Mozart] per canto e chitarra
- Trauer Marsch per chitarra
- Grande Sonate n. 1 per chitarra
- Grande Sonate n. 2 per chitarra
- Grosses Trio per violino, viola e chitarra